# Þykkvabæjarklaustur

Þykkvabæjarklaustur var ett munkkloster i Álftaver på södra Island. Det grundades 1168 av den rike Þorkell Geirason, som testamenterade allt vad han ägde till klostret där han också själv levde fram till sin död 1187. Klostret tillhörde augustinorden, var underställt Skálholts stift och drevs i nästan 400 år fram till Reformationen 1550. Under denna tid hade klostret tjugo abbotar, av vilka två senare blev biskopar; den ene i Skálholt (Þorlákr Þórhallsson) och den andre i Hólar (Brandr Jónsson). Klostrets förste abbot var den senare helgonförklarade Þorlákr Þórhallsson, som år 1984 utsågs till Islands nationalhelgon av påve Johannes Paulus II. Islands första nunnekloster, Kirkjubæjarklaustur, som grundades av Þorlákr sedan han hade lämnat klostret och blivit biskop, låg strax nordost om Þykkvabær.
Åtskilliga sagor präntades i Þykkvabæjarklaustur under klostrets storhetstid, men framförallt skapades här två av nordisk medeltids absolut främsta kristna diktverk, nämligen Harmsól av kaniken Gamli och Lilja av Eysteinn Ásgrímsson. Båda verken är drapor, men så olika varandra som drapor kan bli. Harmsól är en drottkväden dikt med kenningar och komplicerad ordföljd, medan Lilja har ett rent och enkelt språk. Också de båda verkens författare framstår som varandras motpoler, även om vi inte vet särskilt mycket om någon av dem. Gamli ger ett fridsamt och fromt intryck, medan Eysteinn är en bråkstake som beskylldes för superi och skörlevnad, diktade nid om biskop Gyrðr och råkade i handgemäng med abboten på Þykkvabær. En undersökning av Gunnar Finnbogason om livet i isländska kloster på 1300-talet visar att uppgifterna om ”broder Eysteins” förlöpelser ingalunda är osannolika. Bråk och slagsmål tycks ha varit vanliga företeelser i klostren.
Under svarta dödens härjningar på Island med början 1402 omkom hälften av klostrets invånare, och abboten, som då hette Runólfr Magnússon, avled följande år. Därefter stod klostret utan abbot fram till 1416.
Ingenting ovan jord återstår i dag av det forna munkklostret vid Þykkvabær. På platsen där klostret troddes ha legat uppfördes senare en liten kyrka, och en basaltsten restes som minnesmärke. En undersökning med markradar år 2015 har dock visat att klostret stod ett par hundra meter söder om kyrkan. Huvudbyggnaden var 40 x 45 meter.